# Чирітей (Нямц)
Чирітей (рум. Ciritei) — село у повіті Нямц в Румунії. Адміністративно підпорядковане місту П'ятра-Нямц.
Село розташоване на відстані 278 км на північ від Бухареста, 2 км на схід від П'ятра-Нямца, 92 км на захід від Ясс.

## Населення
За даними перепису населення 2002 року у селі проживали 606 осіб, усі — румуни. Рідною мовою 605 осіб (99,8%) назвали румунську.